# Raszewo (Ostrowite Prymasowskie)
Raszewo – część wsi Ostrowite Prymasowskie w Polsce, położona w województwie wielkopolskim, w powiecie gnieźnieńskim, w gminie Witkowo.
W latach 1975–1998 Raszewo administracyjnie należało do województwa konińskiego.
Wieś duchowna, własność arcybiskupstwa gnieźnieńskiego, pod koniec XVI wieku leżała w powiecie gnieźnieńskim województwa kaliskiego. 